# Kurt Seizinger
Kurt Seizinger (* 7. Januar 1920 in Tübingen; † 28. September 1996) war ein deutscher Flottillenadmiral der Bundesmarine.

## Leben
Kurt Seizinger legte nach Besuch eines Realgymnasiums sein Abitur ab.
Im Oktober 1938 trat er in die Kriegsmarine ein und durchlief eine Seeoffiziersausbildung. Im Zweiten Weltkrieg diente er auf der Emden.
Nach dem Krieg verdingte er sich erst als Verlagsbuchhändler und Verlagsvertreter, bevor er 1956 als Kapitänleutnant in die Bundesmarine eintrat. Er wurde persönlicher Referent von Generalleutnant Hans Speidel. 1957 ging er in den NATO-Stab nach Paris und wurde später Erster Offizier auf einer Schulfregatte. Als Fregattenkapitän war er von Januar 1963 bis Mai 1963 Kommandant von Z 5. Von Oktober 1964 bis Juli 1965 war er Chef des Stabes der Inspektion des Marineführungsdienstes. Ab 1966 war er für drei Jahre deutscher Marineattaché in Rom. Es folgte sein Einsatz als Referent für Wehrlage West im Führungsstab der Streitkräfte im Bundesministerium der Verteidigung in Bonn. Am 1. Oktober 1974 wurde er Verteidigungsattaché bei der Botschaft der Bundesrepublik Deutschland in Washington und in dieser Position im gleichen Jahr zum Flottillenadmiral befördert. Am 30. September 1979 gab er den Posten ab.
Am 31. Januar 1980 erhielt er das Verdienstkreuz 1. Klasse.
Seizinger war verheiratet und hatte vier Kinder.